# Luís de Freitas Branco
Luiz Maria da Costa de Freitas Branco OSE (Santa Catarina, Lisboa, 12 de Outubro de 1890 — Mercês, Lisboa, 27 de Novembro de 1955) foi um compositor português e uma das mais importantes figuras da cultura portuguesa do século XX.

## Biografia
Nasceu na freguesia de Santa Catarina, em Lisboa, filho de Fidélio de Freitas Branco (1861-1919), proprietário, deputado e Governador Civil de Évora, natural do Funchal, e de Maria da Costa de Sousa Macedo, natural de Roma, descendente do Marquês de Pombal. Educado no meio do bairro, cedo tomou contato com a música, aprendendo violino e piano. Aos 14 anos compôs canções que atingiram grande popularidade. Aos 17 iniciou a crítica musical no "Diário Ilustrado". Estudou também órgão. Era irmão do maestro português Pedro de Freitas Branco.
Em 1910 viajou até Berlim para estudar composição, música antiga e metodologia da história da música. Em Maio de 1911 foi para Paris, onde conheceu Claude Debussy e a estética do Impressionismo. Em 1915 participou nas Conferências da Liga Naval sobre a "Questão Ibérica", promovidas pelo Integralismo Lusitano. Em 1916, foi nomeado professor no Conservatório de Lisboa, de que foi subdirector entre 1919 e 1924; foi professor de, entre outros, Joly Braga Santos e Maria Campina.
Também se encontra colaboração da sua autoria nas revistas A Arte Musical  (1898-1915), Música  (1924-1925), nomeadamente  o artigo "Guitarras Portuguesas" publicado no nº 2, de 1 de Setembro de 1924, e nos Anais das bibliotecas, arquivo e museus municipais. (1931-1936).
Desenvolveu actividade em diversos domínios da vida cultural.
Manteve estreitas relações com diversas figuras, como Alberto Monsaraz, António Sardinha, Hipólito Raposo, Bento de Jesus Caraça e António Sérgio.
A 5 de Outubro de 1930 foi feito Oficial da Ordem Militar de Sant'Iago da Espada.
A partir de 1940 foi acusado de "irreverente" por se comportar de maneira "imprópria" nas aulas e por factos da vida familiar, sendo constituído arguido num processo do qual resultaria a sua suspensão como docente no Conservatório. Realizou então palestras na Emissora Nacional e manteve tertúlias com um grupo de discípulos.
Foi demitido da Emissora Nacional em 4 maio de 1951 acusado de ter usado uma gravata vermelha no dia seguinte à morte do presidente Óscar Carmona, mas segundo o testemunho de Nuno Barreiros e Maria Helena de Freitas a gravata que usara não era vermelha, mas sim de xadrez com um padrão em que o vermelho não era a cor preponderante.
Morreu vítima de enfarte do miocárdio a 27 de novembro de 1955, em sua casa, Palácio Pombal, na rua de O Século, n.º 79, freguesia das Mercês, em Lisboa. Está sepultado no cemitério dos Prazeres em Lisboa. Terá desposado Stella de Ávila e Sousa, alegadamente a 30 de dezembro de 1911, na igreja de Santa Catarina, em Lisboa, embora não exista registo de tal casamento nessa data nos arquivos da paróquia de Santa Catarina ou do Patriarcado de Lisboa, nem o casamento se encontra averbado no registo de batismo de Luís de Freitas Branco (ao passo que o óbito se encontra averbado). No registo de óbito é, contudo, mencionado que Luís de Freitas Branco era casado com Stella de Ávila e Sousa, proprietária, natural de Almada (freguesia de Caparica). Não tiveram descendência.
Teve um filho de Maria Clara Dambert Filgueiras, de ascendência franco-belga: João de Freitas Branco.

## Obras Musicais

### Orquestra Sinfónica
- Scherzo fantastique (1907)
- Antero de Quental, poema sinfónico (1907)
- Depois de uma leitura de Júlio Diniz, poema sinfónico (1908) [não localizado]
- Depois de uma leitura de Guerra Junqueiro [Fantasia], poema sinfónico (1909)
- Paraísos Artificiais, poema sinfónico (1910)
- Três Fragmentos sinfónicos das «Tentações de São Frei Gil» (1911-12)
- Vathek, poema sinfónico (1913-14)
- Viriato, poema sinfónico (1916)
- 1.ª Suite Alentejana (1919)
- 1.ª Sinfonia em fá maior (1924)
- 2.ª Sinfonia em si bemol menor (1926-27)
- 2.ª Suite Alentejana (1927)
- Abertura Solene «1640» (1939)
- 3.ª Sinfonia em mi menor (1930-44)
- Homenagem a Chopin (Peça em Forma de Polaca) (1949) [não localizada]
- Solemnia Verba, poema sinfónico (1950-51)
- 4.ª Sinfonia em ré maior (1944-52)

### Instrumento Solista e Orquestra
- Cena Lírica para violoncelo e orquestra (1916)
- Concerto para Violino e Orquestra (1916)
- Balada para piano e orquestra (1917)
- Variações e Fuga Tríplice Sobre um Tema Original para orquestra de cordas e órgão (1946-47)

### Voz Solista e Orquestra
- Aquela Moça para soprano ou tenor e orquestra (1904 – data da orq.?)
- Soneto de Camões / A Formosura desta Fresca Serra para soprano e orquestra (1907 – orq. 1935)
- Canção Portuguesa / Canção do Ribatejo para soprano ou tenor e orquestra (1907 – orq. 1929)
- Canto do Mar para soprano ou tenor e orquestra (1918)
- Commiato / Despedida, cena dramática para barítono (ou baixo) e orquestra (1920 – orq. 1949)
- Oito Canções Populares Portuguesas para soprano e orquestra (1943 – orq. 1951)

### Música Coral-Sinfónica
- Manfred, Sinfonia Dramática para Solos, coro e Orquestra (1905-6)
- [Oratória «Tentações de São Frei Gil» para solistas, coro e orquestra (1911/12) - destruída]
- Canto do Natal (canção ribatejana para coro e orquestra (s/d)
- Noemi, cantata bíblica para solo, coro, orquestra e órgão (1937-39)

### Orquestra de Cordas
- A Morte de Manfred para instrumentos de cordas (1906)
- Duas melodias para orquestra de cordas (1909)
- Lento [do Quarteto de Cordas de 1911, versão para orquestra de cordas]
- Tentação da Morte das «Tentações de São Frei Gil» (1911-12) [ver Três Fragmentos sinfónicos das «Tentações de São Frei Gil»]
- Variações e Fuga Tríplice Sobre um Tema Original para orquestra de cordas (1946-47) [versão sem órgão]

### Música de Câmara
- A Morte de Manfred para instrumentos de cordas (sexteto de 2 violinos, violeta, 2 violoncelos e contrabaixo) (1906)
- Marcha Comemorativa para violino, violoncelo e piano (1908)
- Trio para violino, violoncelo e piano (1908)
- 1.ª Sonata para Violino e Piano (1908)
- Prelúdio e Fuga para violino solo (1910) [não localizado]
- Prélude para violino e piano (1910)
- Quarteto de Cordas (1911)
- Sonata para Violoncelo e Piano (1913)
- Tema e Variações para três harpas e quarteto de cordas (s/d – 1920/21?)
- 2.ª Sonata para Violino e Piano (1928)

### Voz e Piano
- Aquela Moça (poema de Augusto de Lima) (1904)
- Contrastes (poema de João de Vasconcelos e Sá) (1904)
- A Formosura desta Fresca Serra para voz e piano (soneto de Camões) (1907)
- Canção Portuguesa / Canção do Ribatejo (versos populares) (1907)
- Nachtschwalbe (poema de Hermann Hango) (1908)
- Liebestraum (poema de E. Krohn) (1908)
- Calme-toi (poema do compositor) (1909)
- Dernier voeu (versos de Théophile Gautier) (1909)
- Trilogia «La mort» (poemas de Charles Baudelaire) (1909)
- Recueillement / Recolhimento (poema de Charles Baudelaire) (1909)
- Élévation / Elevação (poema de Charles Baudelaire) (1909)
- O Suspiro (letra de Píndaro Diniz) (1909)
- La glèbe s’amollit (poema de Jean Moréas) (1911)
- A Elegia das Grades (versos de Mário Beirão) (1911) [in Quatro Melodias]
- Ciclo Maeterlinckiano (poemas de Maurice Maeterlinck) (1913)
- Dois Poemas de Mallarmé (1913)
- O Motivo da Planície (versos de António Sardinha) (1915) [in Quatro Melodias]
- Minuête (versos de António Sardinha) (1915) [in Quatro Melodias]
- Soneto dos Repuxos (versos de António Sardinha) (1915)
- O Culto Divinal Se Celebrava / Soneto (soneto de Camões) (1916) [in Quatro Melodias]
- Exercício de Solfejo para voz e piano (1919)
- Frivolidade (Um simples lenço de seda) (versos de Silva Teles) (1920)
- Duas Poesias de Lorenzo Stecchetti (1920)
- A Lágrima (versos de Augusto Gil) (1922)
- Hino à Razão (soneto de Antero de Quental) (1932)
- Melodia / A Lilial Virgem Maria (poema de Eugénio de Castro) (1938)
- Três Sonetos de Antero (A Sulamita, 1934
- Idílio; 1937;
- Sonho Oriental, 1941)
- A Ideia. Ciclo Anteriano (1937-1943)
- 27 Harmonizações de Canções Populares Portuguesas (1943)
- Cá nesta Babilónia (soneto de Camões) (1951)

### Piano
- Albumblätter (1907)
- Minuetto all’antica (1907)
- Arabesques (1908)
- Valsa (1908)
- Prelúdio e Fuga para piano ou órgão (1908)
- Romança sem Palavras (1908)
- Nocturne (s/d – 1908?)
- Impromptu (s/d, 1908?)
- Prélude (1909)
- Poésie de Charles Baudelaire (1909) [versão para piano solo da melodia La mort des amants]
- Mirages (1910-11)
- Luar (1916)
- Três Peças para Piano: Capricietto, Prelúdio e Rêverie (1916)
- Dez Prelúdios (dedicados a Viana da Motta) (1914-18)
- Duas Danças (1917)
- Sonatina [Peça para Crianças] (1922-23)
- Quatro Prelúdios (dedicados a Isabel Manso) (1940)

### Órgão, Harmónio
- Suite ancienne para órgão (1908)
- Prelúdio e Fuga para piano ou órgão (1908)
- Chant religieux portugais para harmónio [ou órgão] (1913)
- Ária para harmónio [ou órgão] (1913)
- Coral para órgão (1913)
- Música de cena para a peça Octávio de Vitoriano Braga para órgão ou harmónio (1916)
- Rapsódia Portuguesa para órgão (1938)

### Música Sacra para Vozes e Órgão
- Sub tuum presidium a duas vozes a cappella (1912)
- Tota pulchra es a uma voz e órgão (1912)
- Veni Sancte a uma voz e órgão (1912)
- O Salutaris a uma voz e órgão / para quatro vozes mistas a cappella (1912)
- Tantum ergo a três vozes (com órgão ad libitum) (1912)
- Responsórios do Espírito Santo a três vozes e órgão (1914)
- Bendito a uma voz e órgão (s/d)
- Te Deum para vozes e órgão (1915) [não localizado]
- Veni Sancte a duas vozes e órgão (1915)
- O Gloriosa a uma voz e órgão (1916)
- Hino a Santa Teresinha para coro a uma voz e órgão (1925)

### Coro Misto a cappella
- Modinha (versos de João de Deus) (1937)
- Dez Madrigais Camonianos (1930-1935-1943)
- 6 Harmonizações de Canções Populares Portuguesas (1943)
- Canção da Pedra [Pedra Informe] (1950)

### Coro Feminino a cappella/com piano
- Canção das Maçadeiras, harmonização de canção popular para solo vocal, coro feminino e piano (1943)
- Nossa Senhora, harmonização de canção popular para solo vocal, coro feminino e piano (1943)
- Dança Pastoril para coro feminino a cappella (1948)
- Dez Madrigais Camonianos [Redondilhas] para coro feminino a cappella (1943/49)

### Coro Masculino a cappella/com piano
- Lembras-me para coro masculino a cappella (versos de João de Deus) (1931)
- Marcha Militar para coro masculino a cappella (poesia de Carlos Queirós) (1935)
- Eu hei-de ir, harmonização de canção popular para tenor solo, coro masculino  e piano (1943)
- Canção do Pastor para tenor solo e coro masculino (versos do compositor) (1948)
- Dez Madrigais Camonianos para coro masculino a cappella (1943/49)
- Duas Canções ao Gosto Popular [Duas Danções Revolucionárias] para solo vocal, coro masculino e piano (1950)

### Música para Cinema
- Gado Bravo de António Lopes Ribeiro (1934)
- Douro, Faina Fluvial de Manuel de Oliveira (1934)
- Vendaval Maravilhoso de Leitão de Barros (1949)
- Frei Luís de Sousa de António Lopes Ribeiro (1950)
- Algarve d’Além-Mar de António Lopes Ribeiro (1952)

### Música de Cena
- Música de cena para a peça Octávio de Vitoriano Braga, para órgão ou harmónio (1916)
- Música de Cena para o Auto da Primavera de Alfredo de Freitas Branco, para vozes e piano ou órgão (s/d – publ. 1919)
- Canção para o Auto da Índia de Gil Vicente, para voz feminina (1938).

## Obra Literária (Selecção)
- "Música e Instrumentos", (in A Questão Ibérica), Lisboa, 1915.
- Elementos de sciências musicais, Lisboa, Sassetti, 1922.
- A música em Portugal, Lisboa, Escola Tipográfica da Imprensa Nacional, 1929.
- Acústica e História da Música, (manuais escolares), Lisboa, 1930.
- Tratado de harmonia, [S.l. : s.n.], 1930.
- História popular da música: Desde as origens até à actualidade, Lisboa, Cosmos, 1943.
- A vida de Beethoven, Lisboa, Cosmos, 1943.
- "Ensino Universitário da Música", (in Universitárias), 1946.
- A personalidade de Beethoven: Ensaios beethovenianos, Lisboa, Cosmos, 1947.
- "A Vida e a Obra de Ricardo Wagner", (in Arte Musical), 1947.
- "A Música de Teatro em Portugal", (in A Evolução e o Espírito do Teatro em Portugal, ed. de O Século), 1947.
- "Chopin em Portugal", (in Vértice), 1949.
- Das ideias sobre a música em Portugal, Coimbra, Tip. Atlântida, 1951. (in Vértice).
- A música e a Casa de Bragança, Lisboa, Fundação da Casa de Bragança, 1953.
- D. João IV: Músico, Lisboa, Fundação da Casa de Bragança, 1956.

## Discografia (Selecção)
- Vathek; Alentejo Suite N.º 2, Budapest Philarmonic Orchestra, András Kórodi, PortugalSom, 1989.
- Symphony N.º 4 in D major, Budapest Philarmonic Orchestra, János Sándor, PortugalSom, 1989.
- Violin Concerto; S. Frei Gil Temptations, RDP Symphony Orchestra, Vasco Barbosa (violin), Silva Pereira (conductor), PortugalSom, Numérica, 2006.
- Symphony N.º 1; Scherzo Fantastique; Suite Alentejana N.º 1, RTÉ National Symphony Orchestra, Álvaro Cassuto, Naxos, 2008.
- Symphony N.º 2; After a reading of Guerra Junqueiro; Artificial Paradises, RTÉ National Symphony Orchestra, Álvaro Cassuto, Naxos, 2009.
- Symphony N.º 3; The Death of Manfred; Suite Alentejana N.º 2, RTÉ National Symphony Orchestra, Álvaro Cassuto, Naxos, 2010.
- Symphony N.º 4; Vathek,  RTÉ National Symphony Orchestra, Álvaro Cassuto, Naxos, 2010.
- Violin Sonatas; Carlos Damas, violin; Anna Tomasik, piano, Naxos, 2010.